# Nikolaus Lobkowicz
Nikolaus Prinz von Lobkowicz (tschechisch Mikuláš Lobkowicz; * 9. Juli 1931 in Prag; † 19. September 2019  in Starnberg) war ein tschechisch-deutscher Hochschullehrer für Philosophie und Politikwissenschaft. Er leitete von 1971 bis 1982 als Rektor bzw. Präsident die Ludwig-Maximilians-Universität München und von 1984 bis 1996 als Präsident die Katholische Universität Eichstätt.

## Leben
Nikolaus Prinz von Lobkowicz war das vierte von fünf Kindern aus der Ehe von Johann Fürst von Lobkowicz (1885–1952) und dessen Gattin Marie geb. Gräfin Czernin von und zu Chudenitz (1899–1965). Die Familie Lobkowicz gehörte zum böhmischen Uradel. Nach der kommunistischen Machtübernahme in der Tschechoslowakei emigrierte er 1948 und legte seine Abiturprüfung 1950 im schweizerischen Schwyz ab. Anschließend studierte er Philosophie an den Universitäten Fribourg und Erlangen. Während des Studiums heiratete er 1953 zum ersten Mal. 1958 wurde er in Philosophie promoviert und war bis 1960 Assistent am Institut de l’Europe Orientale der Universität Fribourg/Schweiz.
Von 1960 bis 1967 war er Professor der Philosophie an der University of Notre Dame in Indiana, USA. 1967 folgte er einem Ruf auf den Lehrstuhl für politische Theorie und Philosophie an der Ludwig-Maximilians-Universität München. In den Jahren 1970 bis 1971 war er Dekan der Fakultät I, 1971 bis 1976 rector magnificus und schließlich von 1976 bis 1982 Präsident der LMU München.
Von 1984 bis 1996 war Lobkowicz Präsident der Katholischen Universität Eichstätt, behielt aber parallel den Lehrstuhl in München bis 1990. Ab 1984 war er Mitglied des Rates der Internationalen Föderation Katholischer Universitäten. Von 1994 bis 2011 war er dort auch Direktor des Zentralinstitutes für Mittel- und Osteuropastudien (ZIMOS).
Lobkowicz war 1990 Gründungsmitglied sowie Vizepräsident und wurde 2012 Ehrenpräsident der Europäischen Akademie der Wissenschaften und Künste in Salzburg. Von 1982 bis 1993 war er Mitglied des internationalen Beirates des Päpstlichen Rates für Kultur in Rom. Er war Mitglied des wissenschaftlichen Beirats des Maecenata-Instituts für Philanthropie und Zivilgesellschaft an der Humboldt-Universität zu Berlin.
Lobkowicz war Ehrendoktor mehrerer renommierter Universitäten weltweit, darunter der University of Notre Dame, USA, und der Universität Sungkyunkwan in Seoul. Er war Ehrenmitglied im Exil-P.E.N. sowie Mitglied des Stiftungsrates der Lebensrechtsbewegung Stiftung Ja zum Leben. Nikolaus Lobkowicz wurde als konservativer Katholik bezeichnet und galt Jahrzehnte als enger Sympathisant der Laienvereinigung Opus Dei.
2011 erhielt er in Tschechien den Gratias Agit, einen Staatspreis, der seine Verdienste für Böhmen und für die Tschechoslowakische Republik würdigt. Der Preis wurde ihm vom tschechischen Außenminister Karel Schwarzenberg überreicht.
Aus seiner 1953 geschlossenen ersten Ehe mit Josefine Gräfin von Waldburg zu Zeil und Trauchburg (1929–1999) stammten sechs Kinder. Der 1959 geborene Sohn Joseph starb 1975.

## Wirken
Lobkowicz wollte nach erfolgreicher Absolvierung des Hochschulabschlusses zunächst Jesuit werden, da Jesuiten seiner Meinung nach ein hervorragendes Philosophiestudium betreiben konnten. Mit zunehmendem Alter verlagerte sich sein philosophisches Interesse weg von der praktischen und politischen Philosophie stärker hin zu theoretischen Fragen der Metaphysik und Erkenntnistheorie.
Jean-Paul Sartre interessierte ihn zu Beginn seiner universitären Laufbahn sehr, trotzdem hat der französische Existenzialismus damals für Lobkowicz keine übergeordnete Bedeutung gehabt. Da er die tschechische Sprache perfekt beherrschte sowie fundierte Kenntnisse im Russischen aufweisen konnte, wollte der ehemalige Rektor der Universität Fribourg Joseph Maria Bocheński ihn unbedingt zu seinem Assistenten des Institutes für Marxismus-Leninismus ernennen. Nach seiner Promotion konnte er diese Stelle antreten.
Während seines Aufenthaltes an der University of Notre Dame/USA wurde Lobkowicz sehr stark von der analytischen Philosophie beeinflusst, er selbst brachte Kenntnisse von Thomas von Aquin und der Scholastik, sowie gute Kenntnisse der deutschen Philosophie mit. Im Nachhinein bezeichnet er diesen Lebensabschnitt als die schönste Zeit seines Lebens, nicht zuletzt deshalb, weil in den USA, anders als in Deutschland, eine unvergleichlich größere Gesprächsbereitschaft unter den Professoren herrsche.
Die Zeit am Geschwister-Scholl-Institut der Universität München stellte ihn vor die bis dato schwierigsten Probleme seiner Karriere. Er kam gerade zu jener Zeit an die Universität, als die Studentenunruhen begannen. Bevor Lobkowicz zum Rektor ernannt wurde, verstand er sich mit seinen Studenten nach eigener Erinnerung sehr gut und diskutierte mit ihnen auch über Themen des Marxismus-Leninismus.  Rückblickend bezeichnete er sein Agieren bei den anschließenden Protesten als sehr unglücklich, da er auf die Aktionen der Studenten nicht angemessen reagiert habe und das besetzte Universitätsgebäude von der Polizei räumen ließ.
Nach diesen einschneidenden Erlebnissen wurde das Bayerische Hochschulgesetz verabschiedet. Lobkowicz fügte sich diesem nur widerwillig und führte in den folgenden Jahren eine Auseinandersetzung mit dem Staat, weil der sich immer mehr in die universitären Angelegenheiten einmischte, was seiner Meinung nach zu einem übertriebenen Bürokratismus an den Universitäten führte.
Auf seine Zeit als Präsident der katholischen Universität Eichstätt blickte er resigniert zurück, da es ihm nicht gelungen sei, den katholischen Charakter der Universität zur Geltung zu bringen. Er habe immer wieder feststellen müssen, dass die Professoren mehr dem Staat als der Kirche zuneigten, den katholischen Charakter sogar als hemmend ansahen. Die Lehre glich der an den staatlichen Universitäten.
Zu seinem Bedauern hat er keinen einzigen Konflikt bezüglich der wissenschaftlichen Freiheit und des katholischen Glaubens erlebt, weil es an spannenden Auseinandersetzungen fehlte. Lobkowicz selbst bezeichnet sich als „konservativen Katholiken“, weil er glaubte und akzeptierte, was die katholische Kirche lehrt. Der Papst war in seinen Augen die entscheidende Autorität.
In einem seiner bekanntesten Werke, Am Ende aller Religion? Ein Streitgespräch, diskutierte er mit dem Dominikaner und Religionssoziologen Anselm Hertz über den Stellenwert der Religion in der modernen Gesellschaft. Entgegen der Auffassung Anselms, dass die Religion, wie sie vor allem im antik-christlichen Lebensraum entwickelt wurde, der Vergangenheit angehört, vertrat er die Meinung, dass man sich immer an Gott wenden könne. Übereinstimmung herrscht bei dem Disput darüber, dass die zentrale Frage ist, wie man das Ende der Religion aufhalten könne.
Wegen seiner Herkunft und seiner langjährigen Auseinandersetzung mit dem Marxismus-Leninismus beobachtete er die Geschehnisse in den Ostblock-Staaten sehr intensiv. Lobkowicz hatte nicht mit dem Zusammenbruch des kommunistischen Machtbereiches gerechnet und war der Meinung, dass er nicht vorhersehbar war. Dass es schlussendlich so gekommen ist, sei auch in einem religiösen Sinne etwas, „das an ein Wunder grenzt“.
Trotz bestimmter Probleme glaubte Lobkowicz, dass sich mittlerweile eine Situation entwickelt habe, in der ein Dialog und ein Weg möglich seien.

## Ehrungen und Auszeichnungen
- Komturkreuz des Päpstlichen Gregoriusordens
- Bundesverdienstkreuz 1. Klasse des Verdienstordens der Bundesrepublik Deutschland
- Bayerischer Verdienstorden
- Großoffizierkreuz des Tomáš-Garrigue-Masaryk-Ordens
- Ritter des Ordens vom Goldenen Vlies
- Ehrendoktor der University of Notre Dame[17]
- Ehrenmitglied der katholischen Studentenverbindungen KDStV Rheno-Franconia München und KDStV Ferdinandea (Prag) Heidelberg im CV[18]

## Schriften
- Das Widerspruchsprinzip in der neueren sowjetischen Philosophie. Reidel, Dordrecht 1959, ISBN 90-277-0059-1.
- Marxismus-Leninismus in der ČSR. Die tschechoslowakische Philosophie seit 1945. Reidel, Dordrecht 1961, ISBN 90-277-0058-3.
- Theory and Practice: History of a concept from Aristotle to Marx. Notre Dame 1967.
- (Red.): Ideologie und Philosophie. Herder und Herder, Frankfurt / New York 1973.
  - Band 1: Abstraktion bis Hegel. ISBN 3-585-32021.
  - Band 2: Historischer Materialismus bis Möglichkeit und Wirklichkeit. ISBN 3-585-32022-8.
  - Band 3: Naturphilosophie bis Wissenschaft. ISBN 3-585-32023-6.
- mit Anselm Hertz: Am Ende aller Religion? Ein Streitgespräch. Edition Interfrom, Zürich 1976, ISBN 3-7201-5077-1.
- Marxismus und Machtergreifung. Der kommunistische Weg zur Herrschaft. Edition Interfrom, Zürich 1978, ISBN 3-7201-5101-8.
- mit Friedrich Prinz (Hrsg.): Die Tschechoslowakei 1945–1970. Oldenbourg, München / Wien 1978, ISBN 3-486-48561-X.
- Wortmeldung zu Kirche, Staat, Universität. Verlag Styria, Graz / Wien / Köln 1980, ISBN 3-222-11306-8.
- mit Hermann-Josef Grossimlinghaus (Hrsg.): Universität zwischen Bildung und Ausbildung. Naumann, Würzburg 1980, ISBN 3-88567-00-1.
- mit Friedrich Prinz (Hrsg.): Schicksalsjahre der Tschechoslowakei. 1945–1948. Oldenbourg, München / Wien 1981, ISBN 3-486-50571-8.
- (Hrsg.): Kongress Irrwege der Angst, Chancen der Vernunft, Mut zur Offenen Gesellschaft. Referate und Diskussionsbeiträge. Bachem, Köln 1983, ISBN 3-7616-0711-3.
- Ist Bildung noch aktuell? Adamas-Verlag, Köln 1984, ISBN 3-920007-84-0.
- (Hrsg.): Kongress Das Europäische Erbe und Seine Christliche Zukunft. Referate und Diskussionsbeiträge. Bachem, Köln 1985, ISBN 3-7616-0802-0.
- Was brachte uns das Konzil? Naumann, Würzburg 1986, ISBN 3-88567-053-4.
- Schrumpfen unsere Freiheitsräume? Leitung der Städtischen Volkshochschule, Friedrichshafen 1986, ISBN 3-926162-05-8.
- Was wäre eine geistige Wende? Arbeitgeberverband der Metallindustrie, Köln 1987, ISBN 3-88575-038-4.
- Das Menschenbild des Zweiten Vatikanum. Helbig und Lichtenhahn, Basel / Frankfurt 1989, ISBN 3-7190-1047-3.
- Thomas von Aquin. Leben, Werk und Wirkung. Verlag Wirtschaft und Finanzen, Düsseldorf 1991, ISBN 3-87881-060-1.
- Wendezeit. Gedanken zur postkommunistischen Epoche. Naumann, Würzburg 1993, ISBN 3-88567-067-4.
- mit Urs Altermatt & Heinz Hürten (Hrsg.): Moderne als Problem des Katholizismus. Pustet, Regensburg 1995, ISBN 3-7917-1457-0.
- mit Leonid Luks (Hrsg.): Der polnische Katholizismus vor und nach 1989. Von der totalitären zur demokratischen Herausforderung. Böhlau, Köln/Weimar/Wien 1998, ISBN 3-412-07297-4.
- mit Peter Schulz, Peter Ehlen & Leonid Luks: Simon L. Frank. Werke in acht Bänden. Alber, Freiburg / München 2000 ff.
- Katholische Universität gestern und morgen. Überlegungen zum Weg der Katholischen Universität Eichstätt-Ingolstadt. Kastner, Wolnzach 2005, ISBN 3-937082-40-9.
- Johannes Capreolus. In: Biographisch-Bibliographisches Kirchenlexikon (BBKL). Band 3, Bautz, Herzberg 1992, ISBN 3-88309-035-2, Sp. 299–300 (capreolus.shtml Artikel/Artikelanfang im Internet-Archive).